# ثقافة الإلغاء

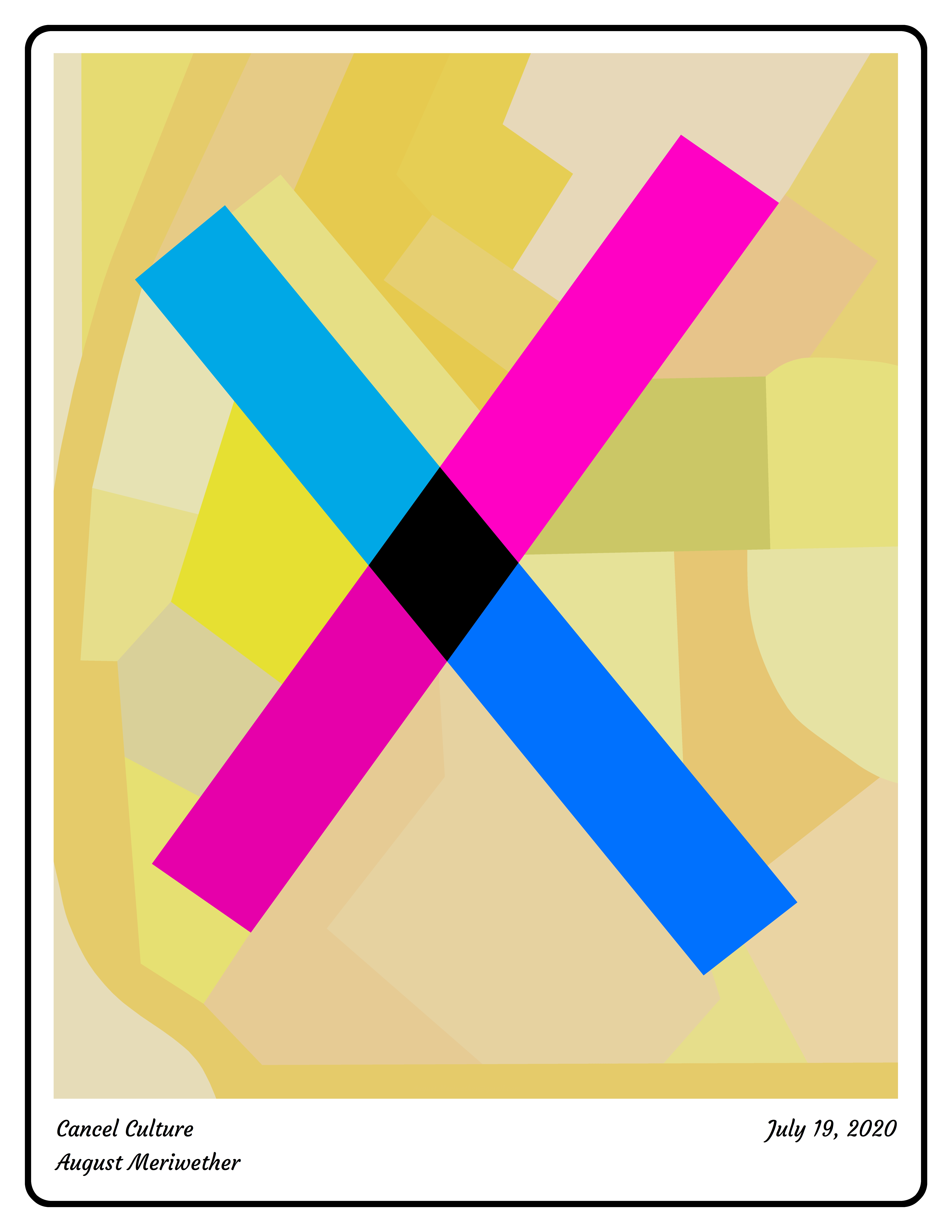
تمثيل مجردة للمناظر الطبيعية

ثقافة الإلغاء (أو ثقافة الإبلاغ) هي شكل حديث من أشكال النبذ يخرج فيهِ شخص ما من الدوائر الاجتماعية أو المهنية - سواء كان ذلك عبر الإنترنت أو على وسائل التواصل الاجتماعي أو وجهاً لوجه. ويقال إن أولئك الذين تعرضوا لهذا النبذ قد جرى «إلغاؤهم». وهذا التعبير «ثقافة الإلغاء» له دلالات سلبية كثيرة ويستخدم بشكل شائع في المناقشات حول حرية التعبير والرقابة.
مفهوم ثقافة الإلغاء هو نوع بديل لثقافة الإبلاغ التي يقاطع فيها مجموعة من الأفراد عبر مواقع التواصل الاجتماعي حينما يقوم أحد الأفراد عادةً من المشاهير أو السياسيين بارتكاب خطأ ما، وبالنسبة لهؤلاء الذين تعرضوا لثقافة الإلغاء قد يؤدي حجبهم لعواقب وخيمة جداً، منها فقدان السمعة والدخل المادي ومما يصعب التعافي منها.

## التحليل الأكاديمي
وفقًا لعالم النفس الاجتماعي جوناثان هايدت، تنشأ ثقافة الإبلاغ مما يسميه «السلامة» في حرم الجامعات. كما أوضح كيث هامبتون، وهو أستاذ في الدراسات الإعلامية في جامعة ولاية ميشيغان، فإن هذه الممارسة تساهم في استقطاب المجتمع الأمريكي، لكنها لا تؤدي إلى تغييرات في الرأي العام. ويخشى بعض الطلاب من التعبير عن الأفكار غير الدارجة خوفاً من أن يجري ضدهم ممارسة ثقافة الإستدعاء عليهم عبر وسائل التواصل الاجتماعي وقد يتجنبون حتى طرح الأسئلة نتيجةً لذلك. انتشار ثقافة الإبلاغ يمكن أن يجعل الفئات المهمشة تشعر «بمزيد من التردد في التحدث عما يشعرون بأنه صحيح». لقد وُصفت ثقافة الإلغاء أيضًا من قبل عدة باحثين في دراسات وسائل الإعلام المختلفة، موقع Eve-Ng، عبارة عن «مجموعة من الأصوات المهمشة عادةً والتي تمارس ثقافة الإبلاغ وتعبر بشكل قاطع عن انتقادها لشخصية قوية». تقول الباحثة في الدراسات الثقافية فرانسيس لي أن ثقافة الإبلاغ تؤدي إلى ضبط النفس تجاه الآراء «الخاطئة أو القمعية أو غير الملائمة». وفقًا لليزا ناكامورا، أستاذة الدراسات الإعلامية بجامعة ميتشيغان، فإن إلغاء شخص ما هو شكل من أشكال «المقاطعة الثقافية» وأن ثقافة الإلغاء هو «التعبير المطلق للقوة» والذي تولد من الرغبة في السيطرة على الناس والحد من سلطتهم بما يوفروه لهم من صلاحية على وسائل التواصل الاجتماعي «والحاجة إلى المساءلة غير المركزية».
اقترح بعض الأكاديميين بدائل وتحسينات لثقافة الإلغاء مثل التعددية الثقافية النقدية حيث اقترحت الأستاذة أنيتا برايت «الدعوة» بدلاً من «لإبلاغ» من أجل تقديم فكرة سابقة عن المساءلة ولكن بطرق إنسانية ومتواضعة وبناءة أكثر. تقول المستشارة الطبية آنا ريتشاردز، المتخصصة في حل النزاعات، إن «تعلم تحليل ماهية دوافعنا عند تقديم النقد يساعد في جعل ثقافة الإبلاغ مثمرة وفعالة أكثر».
يؤكد البروفيسور جوشوا نوب، من قسم الفلسفة في جامعة ييل، أن التنديد العلني غير فعال حيث أن المجتمع سريع في إصدار أحكام ضد أولئك الذين نعتبرهم الآن مجرمين علنيين أو أشخاص غير مرغوب فيهم. ويؤكد كنوب أن هذه الإجراءات لها تأثير معاكس على الأفراد وأنه من الأفضل لفت الانتباه إلى الإجراءات الإيجابية التي يشارك فيها معظم أفراد المجتمع.

## ردود الفعل
مصطلح «ثقافة الإلغاء» له دلالات سلبية ويستخدم بشكل شائع في المناقشات حول حرية التعبير والرقابة.
حذر الرئيس الأمريكي السابق باراك أوباما من ثقافة الإبلاغ على وسائل التواصل الاجتماعي قائلاً: «الأشخاص الذين يقومون بأفعال جيدة لديهم عيوب كذلك. وهؤلاء الناس الذين تحاربونهم لديهم أطفال يحبونهم كما تعلمون هم أشخاص مثلكم». كما انتقد الرئيس الأمريكي السابق دونالد ترامب ثقافة الإلغاء في خطاب ألقاه في يوليو 2020، مشبِّهًا إياه بالشمولية، وزعم بأنها سلاح سياسي يستخدم لمعاقبة المعارضين وفضحهم من خلال طردهم من وظائفهم ومطالبتهم بالخضوع.

### رسالة مفتوحة
وصف دالفين براون، الذي يكتب في يو إس إيه توداي، رسالة مفتوحة موقعة من 153 شخصية عامة نشرت في مجلة هاربر بأنها تمثل «نقطة عالية» في النقاش حول هذا الموضوع. حددت الرسالة حججًا ضد «عدم التسامح مع الآراء المعارضة، وإنتشار ظاهرة الإذلال العلني والنبذ الإجتماعي، والميل إلى حل قضايا سياسة معقدة في يقين أخلاقي أعمى».
وقع أكثر من 160 شخصًا في الأوساط الأكاديمية ووسائل الإعلام خطاب استجابة نظمته المحاضرة أريون نيتلز بعنوان «رسالة أكثر تحديدًا حول العدالة والمناظرة المفتوحة»، وانتقد خطاب هاربر باعتباره نداءً لإنهاء ثقافة الإلغاء من قبل محترفين ناجحين لديهم منصات كبير ة ولكن لاستبعاد الآخرين الذين «ألغوا لأجيال».

### الرأي العام الأمريكي
أظهر استطلاع الرأي للناخبين الأمريكيين المسجلين الذي أجرته شركة Morning Consult في يوليو 2020 أن ثقافة الإلغاء، التي تعرف على أنها «ممارسة سحب الدعم من (أو إلغاء) الشخصيات والشركات العامة بعد أن فعلوا أو قالوا شيئًا يعتبر مرفوضًا أو مسيئًا»، حيث أن 40٪ من المتفاعلين قالوا بأنهم سحبوا الدعم من الشخصيات العامة والشركات، بما في ذلك على وسائل التواصل الاجتماعي، لأنهم فعلوا أو قالوا شيئًا يعتبر مرفوضًا أو مسيئًا، و 8٪ شاركوا في ذلك كثيرًا. ولأن السلوك يختلف وفقًا للعمر فإن (55٪) من الناخبين الذين تتراوح أعمارهم بين 18 إلى 34 عامًا قد شاركوا في ثقافة الإلغاء، بينما قال حوالي ثلث الناخبين (32٪) فوق 65 عامًا إنهم انضموا إلى مجموعة من وسائل التواصل الاجتماعي. والسلوكيات اتجاه ثقافة الإلغاء تختلف نوعا ما، لغاء و 32٪ وافقوا بينما 24٪ لا يعرفون أو ليس لديهم رأي. وعلاوة على ذلك، اعتقد 46٪ أن ثقافة الإلغاء قد تجاوزت الحد، بينما اعتقد 10٪ فقط أنها لم تحقق ما يكفي. ومع ذلك، اعتقدت الأغلبية (53٪) أنه يجب على الناس توقع عواقب اجتماعية للتعبير عن الآراء الغير شعبية في الأماكن العامة، خاصة تلك التي يمكن تفسيرها على أنها مسيئة للآخرين.

### نقد المفهوم
يشكك بعض الصحفيين في صحة إلغاء الثقافة كظاهرة فعلية. يقول كونور غاريل، الذي يكتب لـ Vice، أن ثقافة الإلغاء «نادرًا ما يكون لها أي تأثير ملموس أو هادف على حياة وراحة الذين تعرضوا للإلغاء».
يقول المؤرخ سي جيه كوفنتري إن المصطلح قد تم تطبيقه بشكل غير صحيح، وأنه يعكس بشكل أكثر دقة ميل الناس لإخفاء حالات الظلم التاريخية:
«في حين أني أوافق بأن الخط الفاصل بين النقاش والقمع يتقاطع أحياناً مع مايسمى بالجناح اليساري، وغالباً مايكون صحيحاً في جميع الأحوال بأن ثقافة الإلغاء الحقيقية ترتكب من الذين تبنوا هذا المصطلح، فإذا نظرت لتاريخ أستراليا كما في التاريح الأوربي والأمريكي ستجد أمثلة لا تعد ولا تحصى لأناس تحدثوا علنياً ضد الظلم وتم اضطهادهم في المقابل. وأستطيع التفكير بعدد من الناس في وقتنا الحالي الذين تعرضوا للإضطهاد من قبل حكومات يفترض بأنها ديمقراطية فقط لنشرهم معلومات غير مريحه للدولة»
مؤرخ آخر، ديفيد أولوسوغا، جادل بالمثل:
«إن الأسطورة العظيمة ثقافة الإلغاء، على أي حال فقط تتواجد في اليسار، فمنذ 40 سنة مضت كانت صحف الجناح الأيمن تحارب من دون توقف لنزع الشرعية ولإلغاء إذاعتنا الوطنية بشكل قاطع [الـ BBC] بدافع المطامع المادية والسياسية»
كتبت بام بالماتر في مجلة ماكلين أن ثقافة الإلغاء تختلف عن المساءلة في مقالها حول ردة فعل الرأي العام العنيفة اتجاه السياسيين الكنديين الذين قضوا إجازتهم خلال COVID-19، على الرغم من الإحترازات الوقائية المتخذه للحد من انتشار فيروس كورونا بعدم القيام بذلك.
يشير وزير العمل السابق، يوجين سكاليا، إلى أن ثقافة الإلغاء هو شكل من أشكال حرية التعبير ومحمي بموجب التعديل الأول. وفي الوقت نفسه، يلفت الانتباه إلى نتيجة لم تتم معالجتها، وهي أن ثقافة الإلغاء تؤثر على تكافؤ فرص التمثيل القانوني للمتضررين ويحد من مجموعة المحامين المستعدين للمخاطرة بسمعتهم الشخصية والمهنية على هذه الموضوعات المثيرة للجدل. حيث يخضع مجال التمثيل القانوني للتلاعب من قبل العملاء الحاليين الذين لا يرغبون في أن يكونوا مرتبطين بأي شكل مع مسائل ثقافة الإلغاء على الرغم من أن المؤسسات أو المحامين لا يشتركون بالضرورة مع نفس أيديولوجية من يمثلونهم. ويختتم مقالته بالتأكيد على أن كل قضية تستحق الاستماع والتمثيل المناسب لها بغض النظر عن شعبيتها في المجتمع الحالي.

## في الثقافة الشعبية
سخر مسلسل الرسوم المتحركة الأمريكي ساوث بارك من ثقافة الإلغاء بحملته الخاصة "#CancelSouthPark" في الترويج للموسم الثاني والعشرين من البرنامج. في الحلقة الثالثة من الموسم، "The Problem with a Poo"، كانت هناك إشارات إلى الفيلم الوثائقي The Problem with Apu، وإلغاء Roseanne بعد تغريدات مثيرة للجدل من قبل الممثلة التي تحمل اسم البرنامج، وجلسات التثبيت لقاضي المحكمة العليا بريت كافانو. قال كل من الفراخ، بسبب انتقادهما الصريح لحرب العراق والرئيس بوش، وبيل ماهر إنهم ضحايا ثقافة الإلغاء.
في عام 2019 ظهرت ثقافة الإلغاء كموضوع أساسي في العروض الكوميدية Sticks &amp; Stones بواسطة Dave Chappelle  و Paper Tiger بواسطة Bill Burr.